# Celebrate Our Love
Celebrate Our Love is een nummer van de Nederlandse danceact Alice Deejay uit 2000. Het is de vijfde single van hun album Who Needs Guitars Anyway?.
"Celebrate Our Love" leverde de Nederlandse dj's een bescheiden hit op in Europa. Het nummer bereikte de 17e positie in het Verenigd Koninkrijk. Hiermee was het daar succesvoller dan in eigen land, waar het de 25e positie bereikte in de Nederlandse Top 40. In de Vlaamse Ultratop 50 werd de 39e positie gehaald. 